# NGC 12
NGC 13 är en stavgalax i stjärnbilden Fiskarna.